# Vicedom
Vicedom (lat. vicedominus; zloženka iz vice namesto in dominus gospod) je deželni vladarjev ali škofov namestnik, tudi upravnik cerkvene posesti.
V fevdalizmu je bil vicedom namestnik deželnega kneza.
Opis službe Kranjskega deželnega vicedoma, kot jo podaja Valvasor v Slavi Vojvodine Kranjske:
Vicedom (ali deželni vicedom) je deželnoknežji uradnik, ki ga sprejme ali postavi deželni knez, a ima čisto posebno jurisdikcijo ali sodno oblast in sodstvo. Pod njegovim nadzorstvom in upravo so kameralna posestva in pravice v deželi. Tako je tudi pravi predstojnik deželnoknežjih mest in trgov, ki imajo pri njem prvo instanco ali sodno pristojnost. Odgovoren pa je notranjeavstrijski dvorni komori. Službo opravlja, dokler živi. Druga mesta pa in trgi, ki niso deželnoknežji, temveč pripadajo raznim gospostvom, ne spadajo pod vicedoma. Kakor deželnoknežja mesta in trgi, so pod njegovim poveljstvom in sodstvom tudi deželnoknežji kmetje. Ima tudi svoje posebne prisednike, ki jim splošno pravijo deželni svetniki.